# Генри и Джун
«Генри и Джун» (англ. Henry & June) — американский кинофильм режиссёра Филипа Кауфмана, вышедший на экраны в 1990 году. Фильм снят по одноимённой книге французской писательницы Анаис Нин, рассказывающей о её взаимоотношениях с писателем Генри Миллером и его женой Джун. Лента получила номинацию на премию «Оскар» за лучшую операторскую работу.

## Сюжет
Место действия — Париж, 1931 год. История живописует любовный треугольник, сложившийся между четой Миллер и Анаис Нин. Анаис замужем за Хьюго, но ей скучно, тоскливо и хочется чего-то большего. А ещё она ведёт дневник, наполняя его своими эротическими желаниями. Встретив однажды Генри, она влюбляется в этого сильного и мужественного человека. Он из Нью-Йорка, талантливый писатель и работает над своей первой книгой. Чета Миллер, ведущая богемный образ жизни, неотвратимо притягивает к себе Анаис. Не в силах устоять, она вступает в интимную связь сначала с Генри, а потом с его женой. В дальнейшем она же помогает Миллеру опубликовать его книгу «Тропик Рака», но одновременно провоцирует разрыв отношений между Генри и Джун, а сама предсказуемо возвращается к своему Хьюго.

## Актёрский состав
| В ролях           |  | Персонаж                 |
| ----------------- |  | ------------------------ |
| Фред Уорд         |  | Генри Миллер             |
| Ума Турман        |  | Джун                     |
| Мария де Медейруш |  | Анаис Нин                |
| Ричард Э. Грант   |  | Хьюго Гилье              |
| Кевин Спейси      |  | Ричард Осборн            |
| Жан-Филипп Экоффе |  | Эдуардо Санчес           |
| Бриджит Ляэ       |  | проститутка Генри        |
| Федор Аткин       |  | испанский учитель танцев |
| Гэри Олдмен       |  | поп                      |